# کارلوس اکاپو
کارلوس اکاپو (انگلیسی: Carlos Akapo؛ زادهٔ ۱۲ مارس ۱۹۹۳) بازیکن فوتبال اهل اسپانیا است که در پست مدافع راست بازی می‌کند.. هم‌اکنون در تیم سن خوزه ارث‌کوئیکز در لیگ برتر ایالات متحده حضور دارد.
از باشگاه‌هایی که در آن بازی کرده‌است می‌توان به باشگاه فوتبال الچه و باشگاه فوتبال نومانسیا اشاره کرد.
وی همچنین در تیم ملی فوتبال گینه استوایی بازی کرده‌است.